# Osticytheridae
Osticytheridae is een familie van kreeftachtigen uit de klasse van de Ostracoda (mosselkreeftjes).

## Geslacht
- Osticythere Hartmann, 1980